# Burg Wildenstein (Bad Ischl)
Die Burg Wildenstein war die einzige Burg im inneren Salzkammergut nahe Bad Ischl.

## Lage
Die Ruine der Höhenburg liegt im Herzen des Salzkammergutes auf einem Felsvorsprung des Bad Ischler Hausbergs Katrin. Von dieser idealen Lage ist ein herrlicher weiter Blick das Tal entlang der Traun gegeben, was, strategisch gesehen, ein entscheidender Vorteil war. Die Burg Wildenstein war neben der kleinen Burg Pflindsberg die zweite von den nur zwei Burgen im historischen Salzkammergut.

## Geschichte
Die erste urkundliche Erwähnung stammt aus dem Jahr 1392 als Veste, man nimmt aber an, dass ihre Erbauung zumindest in das 13. Jahrhundert zu datieren ist.
Seit 1419 war Wildenstein im Besitz der Habsburger, und Sitz landesfürstlicher (seit 1452 kaiserlicher) Pfleger. Sie geboten über das Ischlland, das etwa dem heutigen Gerichtsbezirk Bad Ischl entsprach und deren Pflegschaft später zum Kern des Salzkammerguts als eigene Verwaltungseinheit für die Salzwirtschaftsregion (Salzkammer) im österreichischen Staatsärar wurde. Am 28. August 1593 brach in der Burg ein verheerender Brand aus.

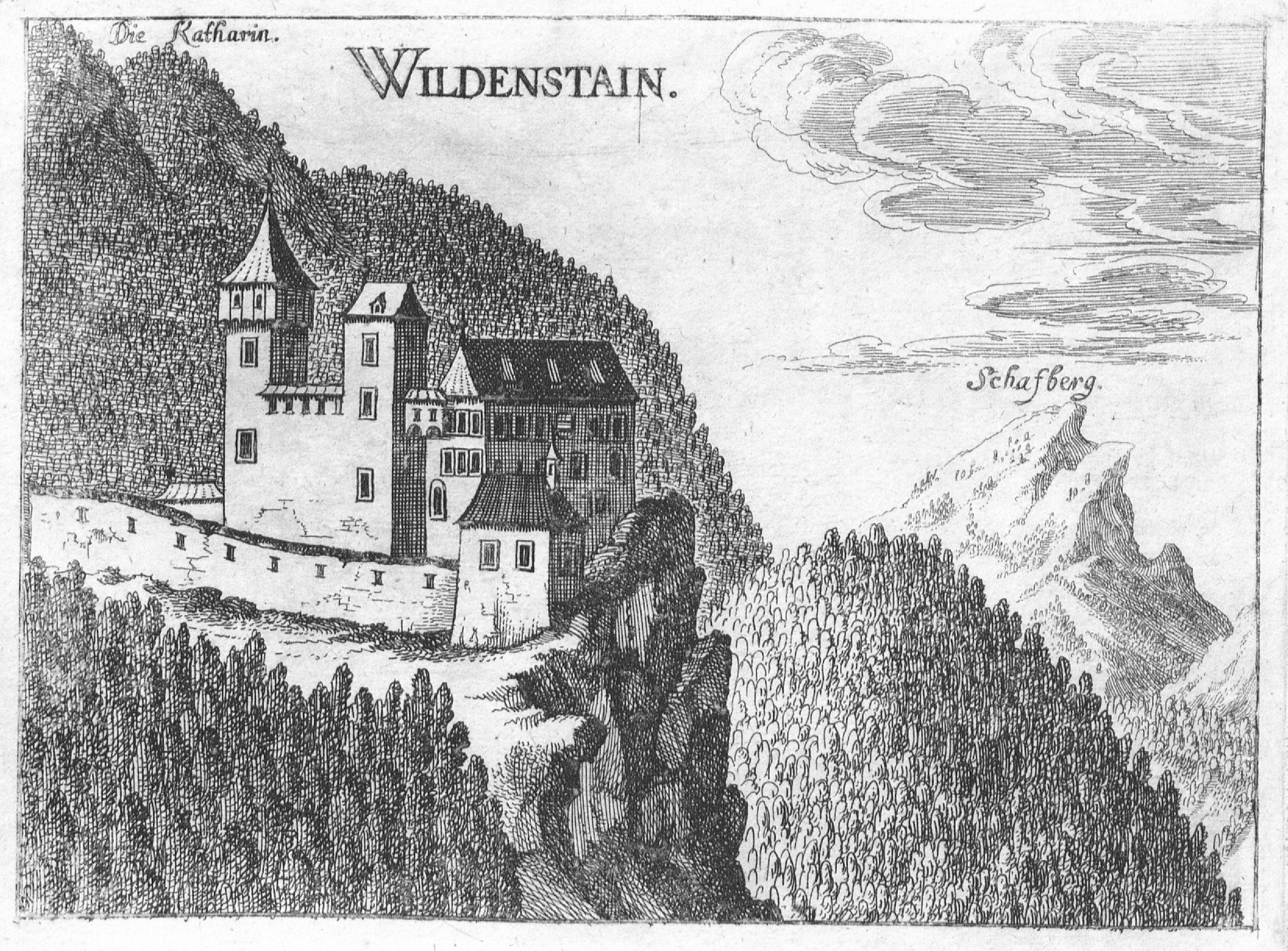
Burg Wildenstein um 1674, Stich von G.M.Vischer

Die Burg brannte im Jahr 1715 das zweite Mal zur Gänze ab. Nach diesem Jahr wurde die Burg nicht mehr aufgebaut, und das Bauwerk war seither dem Verfall preisgegeben. Die Pflegschaftskanzlei wurde 1717 nach Reiterndorf bei Ischl und später in den Markt Ischl (Auböckplatz 1) verlegt, ab 1770 befand sich die Pflegschaftskanzlei in Goisern, in Neu-Wildenstein.
Der Bad Ischler Heimatverein bemüht sich schon seit einigen Jahren, die Ruine der Burg Wildenstein vor ihrem weiteren Verfall zu bewahren. So wurde es durch Spenden möglich, kleine Teile der Burg zu restaurieren.
Seit Oktober 2009 bemüht sich auch der Verein (Ritterbund) Raubritter zue Wildensteyn um die Erhaltung der Burgruine.

## Anlage
Als Wehrbau hatte die Burg Türme, Wehrgänge, Ringmauern und Schießscharten, einen künstlich angelegten Graben, Tor und Zugbrücke.